# Sava (Olaszország)
Sava község (comune) Olaszország Puglia régiójában, Taranto megyében.

## Fekvése
Taranto városától 28 km-re fekszik a Murgia területén. 

## Története
A régészeti leletek alapján a település már az i.e. 3 században lakott volt. A régészek valószínűsítik, hogy a közeli Tarentum védelmére idetelepített előörs volt. A település első írásos említése a 14. század elejéről származik, amikor néhány gazdaságból álló kis falu volt. Községgé 1810-ben vált, amikor a Nápolyi Királyságban felszámolták a feudalizmust. A település épületeinek nagy részét súlyosan megrongálta az 1976. augusztus 19-én keletkezett tornádó.

## Népessége
A népesség számának alakulása:

## Főbb látnivalói
- Vergine SS. di Pasano-szentély